# 1966年全米選手権 (テニス)
1966年 全米選手権（1966ねんぜんべいせんしゅけん）に関する記事。

## 大会の流れ
- 1881年から1967年まで、全米選手権は各部門が個別の名称を持ち、大会会場も別々のテニスクラブで開かれた。これが他の3つのテニス4大大会と大きく異なる点である。
  - 男子シングルス　名称：全米シングルス選手権（U.S. National Singles Championship）／会場：ニューヨーク市クイーンズ区フォレストヒルズ、ウエストサイド・テニスクラブ　（1924年-1977年）
  - 女子シングルス　名称：全米女子シングルス選手権（U.S. Women's National Singles Championship）／会場：フォレストヒルズ、ウエストサイド・テニスクラブ　（1921年-1977年）
  - 男子ダブルス　名称：全米ダブルス選手権（U.S. National Doubles Championship）／会場：マサチューセッツ州ボストン市、ロングウッド・クリケット・クラブ　（1946年-1967年まで）
  - 女子ダブルス　名称：全米女子ダブルス選手権（U.S. Women's National Doubles Championship）／会場：ボストン、ロングウッド・クリケット・クラブ　（1946年-1967年まで）
  - 混合ダブルス　名称：全米混合ダブルス選手権（U.S. Mixed Doubles Championship）／会場：フォレストヒルズ、ウエストサイド・テニスクラブ　（1942年-1977年）
- 1967年までは、男子ダブルス・女子ダブルスの2部門がボストンの「ロングウッド・クリケット・クラブ」で開かれ、他の3部門（男女シングルス・混合ダブルス）はフォレストヒルズで行われた。

## シード選手

### 男子シングルス
1. マニュエル・サンタナ　（ベスト4）
2. ロイ・エマーソン　（ベスト4）
3. デニス・ラルストン　（4回戦）
4. トニー・ローチ　（3回戦）
5. アーサー・アッシュ　（3回戦）
6. クリフ・ドリスデール　（3回戦）
7. クラーク・グレーブナー　（ベスト8）
8. クリフ・リッチー　（2回戦）

### 女子シングルス
1. マリア・ブエノ　（優勝、2年ぶり4度目）
2. ビリー・ジーン・キング　（2回戦）
3. ナンシー・リッチー　（準優勝）
4. フランソワーズ・デュール　（ベスト8）
5. ロージー・カザルス　（ベスト4）
6. ノルマ・ベイロン　（ベスト8）
7. バージニア・ウェード　（ベスト8）
8. ドナ・フェールズ　（1回戦）

## 大会経過

### 男子シングルス
準々決勝
- マニュエル・サンタナ vs.  ビル・ボウリー　6-8, 6-2, 8-6, 5-7, 6-4
- ジョン・ニューカム vs.  マーク・コックス　3-6, 6-1, 3-6, 6-2, 6-1
- フレッド・ストール vs.  クラーク・グレーブナー　6-3, 6-4, 6-2
- ロイ・エマーソン vs.  オーウェン・デビッドソン　10-12, 6-4, 6-3, 6-2

準決勝
- ジョン・ニューカム vs.  マニュエル・サンタナ　6-3, 6-4, 6-8, 8-6
- フレッド・ストール vs.  ロイ・エマーソン　6-4, 6-1, 6-1

### 女子シングルス
準々決勝
- マリア・ブエノ vs.  ノルマ・ベイロン　6-0, 6-1
- ロージー・カザルス vs.  フランソワーズ・デュール　6-4, 6-4
- ナンシー・リッチー vs.  バージニア・ウェード　6-3, 6-1
- ケリー・メルビル vs.  マドンナ・シャクト　6-1, 6-2

準決勝
- マリア・ブエノ vs.  ロージー・カザルス　6-2, 10-12, 6-3
- ナンシー・リッチー vs.  ケリー・メルビル　6-3, 6-2

## 決勝戦の結果
- 男子シングルス： フレッド・ストール vs.  ジョン・ニューカム　4-6, 12-10, 6-3, 6-4
- 女子シングルス： マリア・ブエノ vs.  ナンシー・リッチー　6-3, 6-1
- 男子ダブルス： ロイ・エマーソン＆ フレッド・ストール vs.  クラーク・グレーブナー＆ デニス・ラルストン　6-4, 6-4, 6-4
- 女子ダブルス： マリア・ブエノ＆ ナンシー・リッチー vs.  ビリー・ジーン・キング＆ ロージー・カザルス　6-3, 6-4
- 混合ダブルス： オーウェン・デビッドソン＆ ドナ・フェールズ vs.  エド・ルビノフ＆ キャロル・ハンクス　6-1, 6-3